# 本桐駅
本桐駅（ほんきりえき）は、北海道（日高振興局）日高郡新ひだか町三石本桐にあった、北海道旅客鉄道（JR北海道）日高本線の駅（廃駅）である。電報略号はキリ。事務管理コードは▲132220。

## 歴史

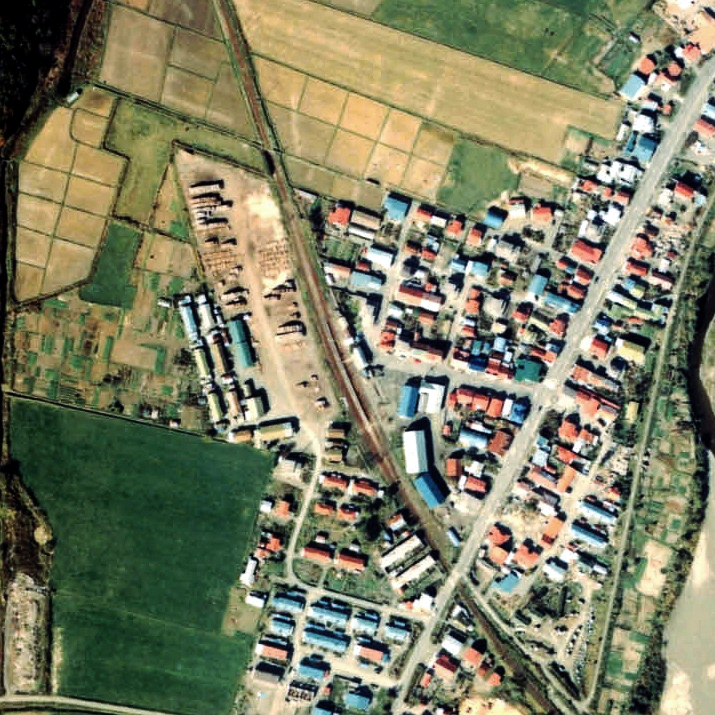
1978年の本桐駅と周囲約500m範囲。右下が様似方面。島式ホーム1面2線、駅舎前は構内踏切まで様似側からの貨物積み卸し線が伸びる。

- 1935年（昭和10年）10月24日：国有鉄道日高線日高三石駅 - 浦河駅間延伸開通に伴い開業[1]。一般駅[1]。
- 1943年（昭和18年）11月1日：線路名を日高本線に改称、それに伴い同線の駅となる。
- 1977年（昭和52年）2月1日：貨物・荷物取扱い廃止[3]。駅員無配置駅となる[4]。運転要員は継続配置。
- 1986年（昭和61年）11月：特殊自動閉塞導入により運転要員無人化[5]。
- 1987年（昭和62年）4月1日：国鉄分割民営化によりJR北海道に継承[1]。
- 2011年（平成23年）6月4日：信号系統の不具合が発生（列車が駅に到着したことを検知できなくなる現象）。
- 2015年（平成27年）
  - 1月8日：厚賀駅 - 大狩部駅間の高波被害により列車の運行を休止[JR北 2]。
  - 1月27日：静内駅 - 様似駅間で列車の運行を再開[JR北 3]。
  - 2月28日：厚賀駅 - 大狩部駅間の土砂流出により再び列車の運行を休止[JR北 4]。
  - 4月29日：代行バスの乗降場所を北海道道234号美河三石停車場線上に移設[JR北 5]。
- 2021年（令和3年）4月1日：鵡川駅 - 様似駅間の廃止に伴い、廃駅となる[JR北 1][運輸局 1]。

### 駅名の由来
所在地名より。アイヌ語の「ポンケリマㇷ゚（pon-kerimap）」（子である・ケリマㇷ゚川）の前半に由来するとされている。

## 駅構造
島式ホーム1面2線を有していた地上駅で、列車交換可能な交換駅となっていた。駅舎側が下りの1番線、駅舎と反対側が上りの2番線となっていた。そのほか1番線の様似方から分岐し駅舎南側に至る側線を1線有していた。当駅から日高本線末端の様似駅までは列車交換可能な駅がなかった（1閉塞になる）。
静内駅が管理していた無人駅だった。駅舎は構内の東側に位置しホーム北側とを構内踏切のある長い通路で連絡していた。有人駅時代の、住宅の様な外観を有した小じんまりとした木造駅舎を有していた。正面から見て駅舎右隣に別棟でコンクリートブロック造りでステンドグラス風のパネルが設けられたトイレ棟を有していた。
かつて駅裏には三石営林署の土場があり、貨物列車営業時代には木材の搬出が行われていた。

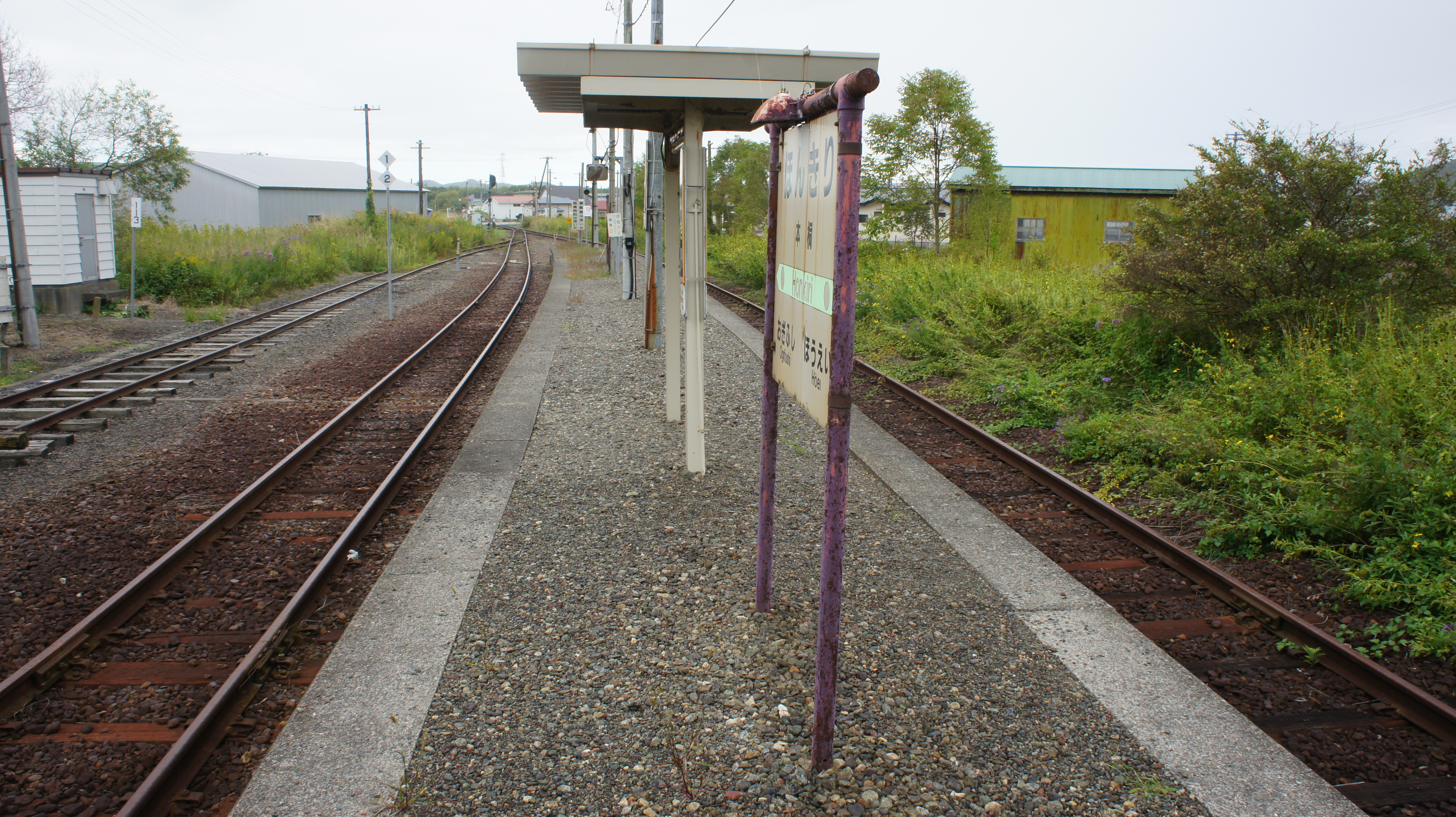
ホーム（2017年9月）
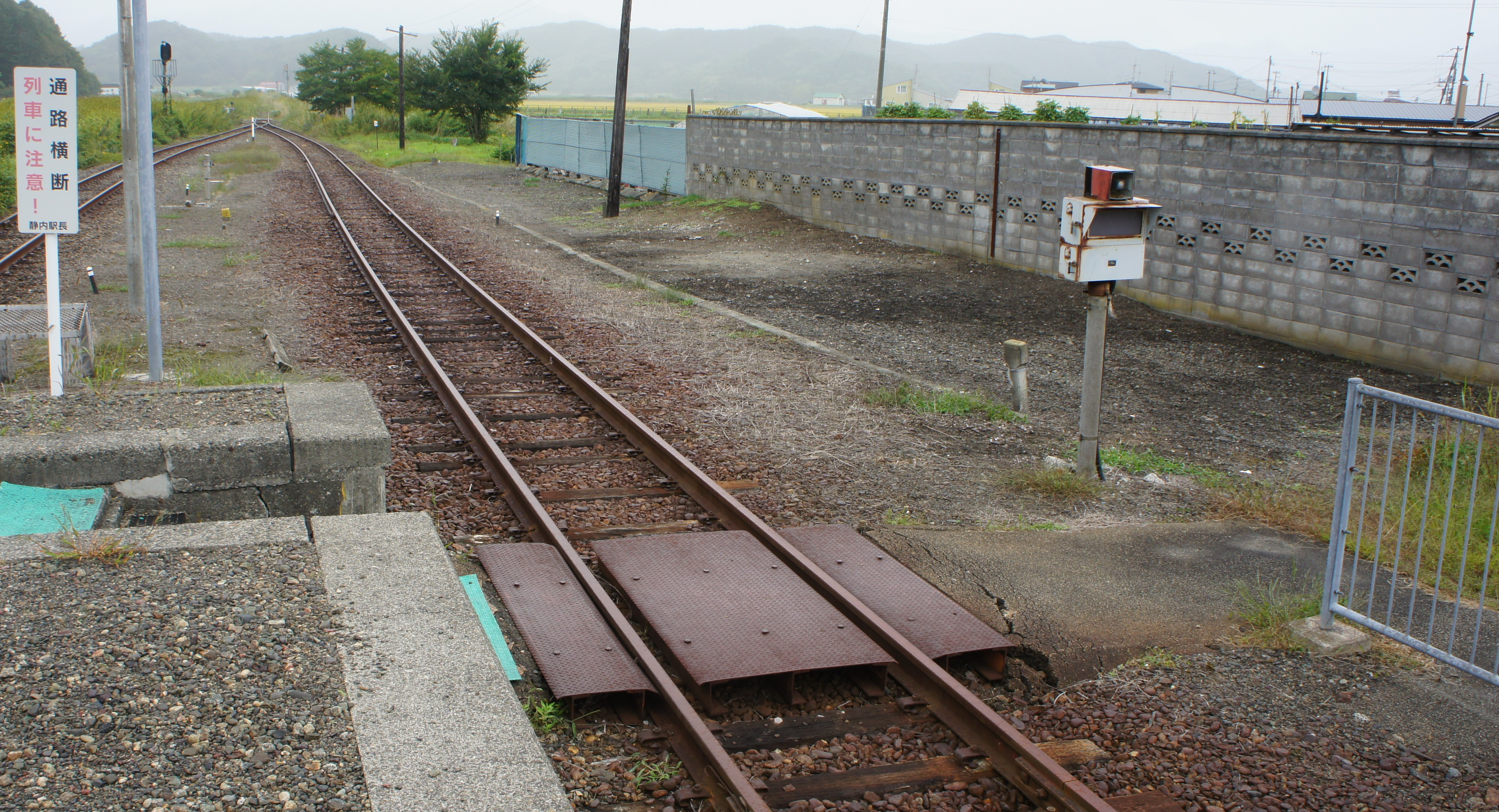
構内踏切（2017年9月）
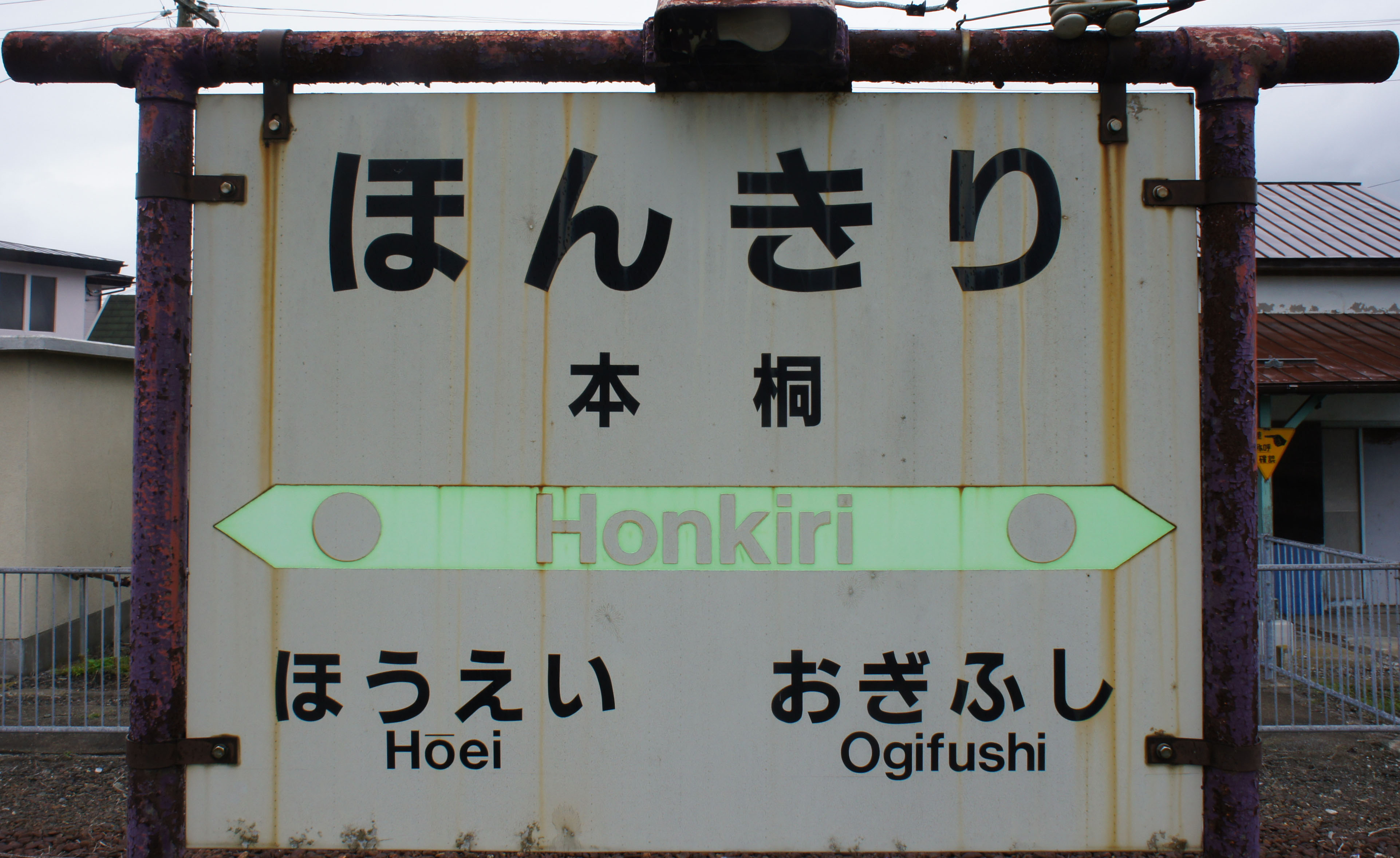
駅名標（2017年9月）

## 利用状況
乗車人員の推移は以下のとおり。年間の値のみ判明している年については、当該年度の日数で除した値を括弧書きで1日平均欄に示す。乗降人員のみが判明している場合は、1/2した値を括弧書きで記した。また、「JR調査」については、当該の年度を最終年とする過去の各調査日における平均である。当駅についてはバス代行期間が存在するため、一部でバスと列車が別集計となっているほか、各年で集計期間が異なる。備考も参照。
| 年度               | 乗車人員 | 乗車人員 | 乗車人員 | 乗車人員 | 出典        | 備考                                                        |
| 年度               | 年間     | 1日平均  | JR調査   | JR調査   | 出典        | 備考                                                        |
| 年度               | 年間     | 1日平均  | 列車     | 代行バス | 出典        | 備考                                                        |
| ------------------ | -------- | -------- | -------- | -------- | ----------- | ----------------------------------------------------------- |
| 1981年（昭和56年） |          | (65.5)   |          |          | [ 9 ]       | 1日乗降人員：130                                            |
| 1992年（平成04年） |          | (95.0)   |          |          | [ 5 ]       | 1日乗降人員：190                                            |
| 2014年（平成26年） |          |          | 38       |          | [ JR北 6 ]  | 当年の列車は単年の値。                                      |
| 2017年（平成29年） |          |          |          | 30       | [ JR北 7 ]  | 2015年度末から鵡川 - 様似間バス代行。当年のバスは単年の値。 |
| 2018年（平成30年） |          |          |          | 32.5     | [ JR北 8 ]  | 均                                                          |
| 2019年（令和元年） |          |          |          | 26.7     | [ JR北 9 ]  | 代行バスの値は過去3年平均                                   |
| 2020年（令和02年） |          |          |          | 24.5     | [ JR北 10 ] | 代行バスの値は過去4年平均                                   |

1日乗降人員は以下のとおりである。
また、JR北海道によると、乗車人員（特定の平日の調査日）平均は以下のとおりである。

## 駅周辺
駅前には食堂や商店、民家が並ぶ。
- 国道235号
- 静内警察署本桐駐在所
- 本桐郵便局
- みついし農業協同組合（JAみついし）
- 本桐牧場（サラブレッド（競走馬）生産牧場）
- 三石海浜公園
- 新ひだか町ファミリーパーク
- みついし昆布温泉 蔵三（旧・三石温泉）
- 鳧舞川 - 読みは「けりまい」。「ポン・ケリマプ」の後半に由来する川[9]。近辺には「鳧舞」の地名もある[9]。

## 隣の駅
北海道旅客鉄道（JR北海道）
日高本線
蓬栄駅 - 本桐駅 - 荻伏駅

#### JR北海道
1. 1 2  『日高線（鵡川・様似間）の廃止日繰上げの届出について』（PDF）（プレスリリース）北海道旅客鉄道、2021年1月5日。オリジナルの2021年1月5日時点におけるアーカイブ。2021年1月5日閲覧。
2. ↑  『日高線 厚賀〜大狩部間 67k506m 付近における盛土流出について』（PDF）（プレスリリース）北海道旅客鉄道、2015年1月13日。オリジナルの2015年1月15日時点におけるアーカイブ。2020年10月30日閲覧。
3. ↑  『日高線 静内〜様似間折り返し運転の実施について』（PDF）（プレスリリース）北海道旅客鉄道、2015年1月20日。オリジナルの2015年3月30日時点におけるアーカイブ。2020年10月30日閲覧。
4. ↑  『日高線 静内〜様似間におけるバス代行の実施について』（PDF）（プレスリリース）北海道旅客鉄道、2015年2月27日。オリジナルの2015年3月30日時点におけるアーカイブ。2020年10月30日閲覧。
5. ↑  『日高線運休に伴う列車代行バスの乗降場所変更について』（PDF）（プレスリリース）北海道旅客鉄道、2015年4月17日。オリジナルの2019年7月20日時点におけるアーカイブ。2019年7月20日閲覧。
6. ↑  “日高線（鵡川・様似間）” (PDF). 線区データ（当社単独では維持することが困難な線区）(地域交通を持続的に維持するために).   北海道旅客鉄道. p. 3 (2018年8月1日). 2018年8月17日時点のオリジナルよりアーカイブ。2018年8月17日閲覧。
7. ↑  「日高線（苫小牧・鵡川間）」（PDF）『線区データ（当社単独では維持することが困難な線区）(地域交通を持続的に維持するために)』、北海道旅客鉄道、3頁、2018年7月2日。オリジナルの2018年8月17日時点におけるアーカイブ。2018年8月17日閲覧。
8. ↑  “日高線（鵡川・様似間）” (PDF). 線区データ（当社単独では維持することが困難な線区）(地域交通を持続的に維持するために).   北海道旅客鉄道. p. 3 (2019年10月18日). 2019年10月18日時点のオリジナルよりアーカイブ。2019年10月18日閲覧。
9. ↑  “日高線（鵡川・様似間）” (PDF). 地域交通を持続的に維持するために > 輸送密度200人未満の線区（「赤色」「茶色」5線区）.   北海道旅客鉄道. p. 3 (2020年10月30日). 2020年11月2日時点のオリジナルよりアーカイブ。2020年11月4日閲覧。
10. ↑  “駅別乗車人員  特定日調査（平日）に基づく”.   北海道旅客鉄道. 2022年8月3日時点のオリジナルよりアーカイブ。2022年8月14日閲覧。

#### 北海道運輸局
1. 1 2  『鉄道事業の一部廃止の日を繰上げる届出について』（PDF）（プレスリリース）国土交通省北海道運輸局、2021年1月5日。オリジナルの2021年1月5日時点におけるアーカイブ。2021年1月5日閲覧。